# FKBP1A
FKBP1A (англ. FK506 binding protein 1A) – білок, який кодується однойменним геном, розташованим у людей на короткому плечі 20-ї хромосоми. Довжина поліпептидного ланцюга білка становить 108 амінокислот, а молекулярна маса — 11 951.
| 10         |  | 20         |  | 30         |  | 40         |  | 50         |
| ---------- |  | ---------- |  | ---------- |  | ---------- |  | ---------- |
| MGVQVETISP |  | GDGRTFPKRG |  | QTCVVHYTGM |  | LEDGKKFDSS |  | RDRNKPFKFM |
| LGKQEVIRGW |  | EEGVAQMSVG |  | QRAKLTISPD |  | YAYGATGHPG |  | IIPPHATLVF |
| DVELLKLE   |  |            |  |            |  |            |  |            |

A: Аланін

C: Цистеїн

D: Аспарагінова кислота

E: Глутамінова кислота

F: Фенілаланін

G: Гліцин

H: Гістидин

I: Ізолейцин

K: Лізин

L: Лейцин

M: Метіонін

N: Аспарагін

P: Пролін

Q: Глутамін

R: Аргінін

S: Серин

T: Треонін

V: Валін

W: Триптофан

Кодований геном білок за функціями належить до ізомераз, ротамаз. 
Задіяний у такому біологічному процесі, як ацетилювання. 
Локалізований у цитоплазмі, мембрані, саркоплазматичному ретикулумі.